# District de Bongaigaon
Le district de Bongaigaon  (assamais : বঙাইগাওঁ জিলা) est un district de l'état d’Assam en Inde.

## Géographie
Le district compte 738 804 habitants en 2011 pour une superficie de 1 093 km2.
Le chef-lieu du district est la ville de Bongaigaon.